# زهرا صفارپور
زهرا صفارپور سیاست‌مدار ایرانی است. وی دبیر کل سابق حزب پان ایرانیست بوده است.
زهرا صفارپور دانش‌آموخته دانش‌سرای عالی و کارشناسی ارشد ادبیات فارسی است.

## فعالیت‌های حزبی
صفارپور از فروردین ماه ۱۳۴۳ فعالیت‌های خود را در حزب پان ایرانیست آغاز کرد. او در کنگره هفتم حزب پان ایرانیست در سال ۱۳۷۶، به عضویت علی‌البدل شورایعالی رهبری حزب و در کنگره نهم به عضویت اصلی شورایعالی رهبری انتخاب شد. سپس در به سمت دبیری شورایعالی رهبری، معاونت اجرایی مالی دبیرکل، مسئول مالی حزب و مسئول تدارکات حزب از سوی دبیرکل وقت حزب پان ایرانیست منصوب شد. حزب پان ایرانیست، توسط شورایعالی رهبری طی نشستی در تاریخ ۱۱ مهر ماه۱۳۸۷ زهرا صفارپور را به سمت دبیرکلی حزب پان ایرانیست به‌جای سهراب اعظم زنگنه انتخاب کرد. او نخستین بانویی است که در بین احزاب شناخته شده اپوزیسیون به سمت دبیر کلی انتخاب شده‌است.